# Gabriel Bergen
Pour les articles homonymes, voir Bergen.
Gabriel Bergen, né le 6 juillet 1982 à Dawson Creek, est un rameur d'aviron canadien.

## Palmarès

### Jeux olympiques
- 2012 à Londres,  Royaume-Uni
  -  Médaille d'argent en huit

### Championnats du monde
- 2009 à Poznań,  Pologne
  -  Médaille d'argent en huit
- 2011 à Bled,  Slovénie
  -  Médaille de bronze en huit